# Danbo (Käse)

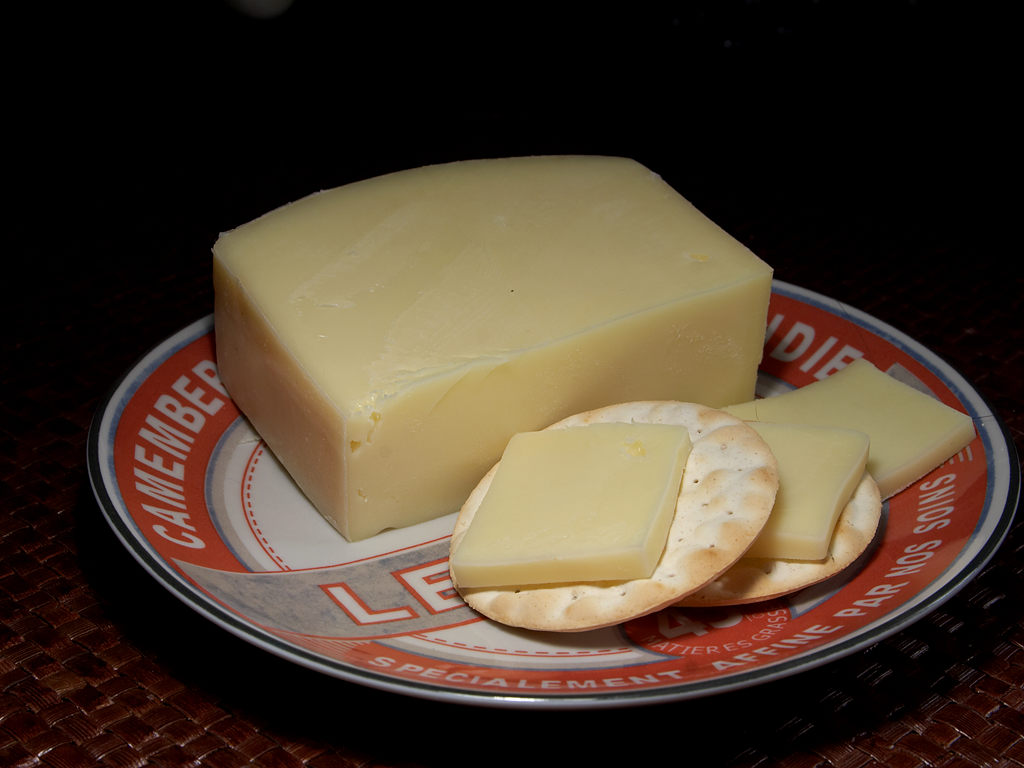
Danbokäse

Danbo ist ein dänischer Käse und die dort am häufigsten verzehrte Käsesorte. Er wird von der dänischen Veterinär- und Lebensmittelbehörde als „Dänemarks Nationalkäse“ bezeichnet.
Es handelt sich um einen milden, leicht sauren Käse aus Kuhmilch. Während der Produktion werden große Mengen Wasser hinzugefügt, wodurch ein glatter und zum Schneiden geeigneter Weichkäse entsteht.
Dänemark hat den Schutz des Namens Danbo gemäß der EU-Verordnung zum Schutz des Ursprungs beantragt. Der Käse wurde am 19. Oktober 2017 als geschützte geografische Angabe eingetragen.
Im Jahr 2011 machte die Danbo-Produktion 40.100 Tonnen aus, was 13 % der gesamten dänischen Käseproduktion entspricht. Danbo wird unter anderem verkauft unter den Markennamen Klovborg, Riberhus, Lillebror.

## Geschichte
Danbo wurde von Rasmus Nielsen entwickelt, der nach Reisen durch Ostpreußen und die Niederlande Ende des 19. Jahrhunderts den Käse in der Molkerei Kirkeby auf Fünen entwickelte. Nielsen gelang es nicht, die Genossenschaften davon zu überzeugen, einen „russischen Steppenkäse“ herzustellen, weshalb er schließlich selbst eine Molkerei pachtete und den Käse herstellte.